# Crimson Thorn
I Crimson Thorn sono una band christian metal statunitense con sonorità blackened death metal fondata nel 1991.

## Storia
Il gruppo nacque nel 1991 e presentò come prima formazione Luke Remo, Dave Quast, Dylan Jennigis, Paul Jongeward e Miles Sundae. Dylan fu il primo componente a lasciare la band poche settimane prima della pubblicazione del loro primo demo, venendo sostituito da Luke che divenne anche bassista. Il demo di puro thrash metal, intitolato Plagued, fu registrato nel 1992 nei Blue Moon Studios di Minneapolis.
Dopo l'uscita di Quast e l'ingresso di Kevin Sundberg come nuovo batterista, lo stile del gruppo divenne maggiormente influenzato dal death metal e dal grindcore. Nel 1993 i Crimson Thorn furono ingaggiati dalla Atomic Records e con questa casa discografica pubblicarono nel 1994 il loro primo album, Unearthed. Paul Jongeward lasciò il gruppo nel 1997 e fu sostituito da Andy Kopesky prima della pubblicazione del disco Dissection con la Morphine Records. Successivamente fu pubblicato Purification nel 2002, registrato nei nuovi studi di registrazione allestiti a casa del componente della band Kevin Sundberg.

## Formazione

### Formazione attuale
- Luke Remo - voce, basso
- Kevin Sundberg - batteria
- Miles Sundae - chitarra
- Andy Kopesky - chitarra

### Ex componenti
- Dylan Jennigis - basso
- Dave Quast - batteria
- Paul Jongeward - chitarra

## Discografia
- 1992 - Plagued Ep
- 1994 - Unearthed
- 1997 - Dissection
- 2002 - Purification
- 2005 - Unearthed for Dissection raccolta